# گوتنباخ اتریش
گوتنباخ اتریش (به آلمانی: Güttenbach) یک شهر بازاری و شهرستان اتریش در اتریش است که در Güssing District واقع شده‌است.

## خصوصیات
گوتنباخ اتریش  ۹۰۹ نفر جمعیت دارد.